# 태국의 왕세자 목록

태국의 왕세자기

이 문서는 태국의 왕세자 목록을 나타낸 것이다. 현재는 마하 와치랄롱콘 국왕의 아들인 티빵꼰 랏사미촛이 왕세자직 자리에 있다.  

## 왕세자
| 이름                        | 군주와의 관계               | 초상 | 생일            | 왕세자 시작      | 왕세자 종료           |
| --------------------------- | --------------------------- | ---- | --------------- | ---------------- | --------------------- |
| 바지루니히스                | 라마 5세의 맏아들           |      | 1878년 6월 27일 | 1886년 1월 14일  | 1895년 1월 4일 (사망) |
| 와치라웃 (라마 6세)         | 라마 5세의 맏아들           |      | 1881년 1월 1일  | 1895년 1월 4일   | 1910년 10월 23일      |
| 마하 와치랄롱꼰 (라마 10세) | 라마 9세의 맏아들 (외아들)  |      | 1952년 7월 28일 | 1972년 12월 28일 | 2016년 10월 13일      |
| 티빵꼰 랏사미촛             | 라마 10세의 맏아들 (외아들) |      | 2005년 4월 29일 | 2019년 5월 5일   | 현직                  |

## 같이 보기
- 태국의 왕세자
- 태국의 군주
- 태국의 군주 목록